# The Last Command
| 전문가 평가                      | 전문가 평가 |
| 평가 점수                        | 평가 점수   |
| 출처                             | 점수        |
| -------------------------------- | ----------- |
| AllMusic                         | [ 3 ]       |
| Collector's Guide to Heavy Metal | 7/10        |
| Kerrang!                         | [ 5 ]       |
| The Metal Crypt                  | [ 2 ]       |
| Rock Hard                        | 6.5/10      |

《The Last Command》는 미국의 헤비 메탈 밴드 W.A.S.P.의 두 번째 스튜디오 음반으로, 1985년 10월 25일에 발매되었다. 이 음반은 1983년에 콰이어트 라이엇의 6배 플래티넘 판매고를 기록한 음반 《Metal Health》를 프로듀싱하며 가장 잘 알려진 스펜서 프로퍼가 프로듀싱을 맡았다.

## 배경
《The Last Command》는 드러머 스티브 라일리의 연주가 처음으로 수록된 W.A.S.P.의 음반이며, 기타리스트이자 창립 멤버인 랜디 파이퍼가 참여한 마지막 음반이기도 하다. 이 음반은 1986년 초 빌보드 200 차트에서 49위를 기록하였으며, 1998년 6월 4일, 미국 음반 산업 협회로부터 골드 인증을 받았다.
곡 〈Running Wild in the Streets〉는 원래 스펜서 프로퍼가 작곡했으며, 이 음반에 수록되기 전에 스펙터 제너럴 (일명 킥 액스)와 론 킬이 참여한 블랙 사바스에 의해 데모 녹음된 바 있다. 〈Sex Drive〉는 블래키 롤리스와 파이퍼의 이전 밴드 시스터에서 처음 쓰인 곡이다. 〈Cries in the Night〉는 블래키가 당시에 멤버로 활동했던 킬러 케인 밴드가 1976년에 발매한 싱글에 수록된 곡 〈Mr. Cool〉을 바탕으로 만들어졌다.

## 곡 목록
모든 곡들은 특별한 언급이 없는 한 블래키 롤리스에 의해 작사/작곡하였다.
| #  | 제목                    | 작사·작곡             | 재생 시간 |
| -- | ----------------------- | --------------------- | --------- |
| 1. | 〈Wild Child〉          | 롤리스, 크리스 홈즈   | 5:12      |
| 2. | 〈Ballcrusher〉         | 롤리스, 홈즈          | 3:27      |
| 3. | 〈Fistful of Diamonds〉 |                       | 4:13      |
| 4. | 〈Jack Action〉         | 스티브 라일리, 롤리스 | 4:16      |
| 5. | 〈Widowmaker〉          |                       | 5:17      |

| #   | 제목                            | 작사·작곡             | 재생 시간 |
| --- | ------------------------------- | --------------------- | --------- |
| 6.  | 〈Blind in Texas〉              |                       | 4:21      |
| 7.  | 〈Cries in the Night〉          |                       | 3:41      |
| 8.  | 〈The Last Command〉            |                       | 4:10      |
| 9.  | 〈Running Wild in the Streets〉 | 롤리스, 스펜서 프로퍼 | 3:30      |
| 10. | 〈Sex Drive〉                   | 롤리스, 홈즈          | 3:12      |

## 인증
| 국가                       | 인증 | 판매량/출하량 |
| -------------------------- | ---- | ------------- |
| 캐나다 (뮤직 캐나다)       | 골드 | 50,000^       |
| 핀란드 (Musiikkituottajat) | 골드 | 20,000        |
| 미국 (RIAA)                | 골드 | 500,000^      |
| ^출하량을 기반으로 한 인증 |      |               |